# 解構主義建築

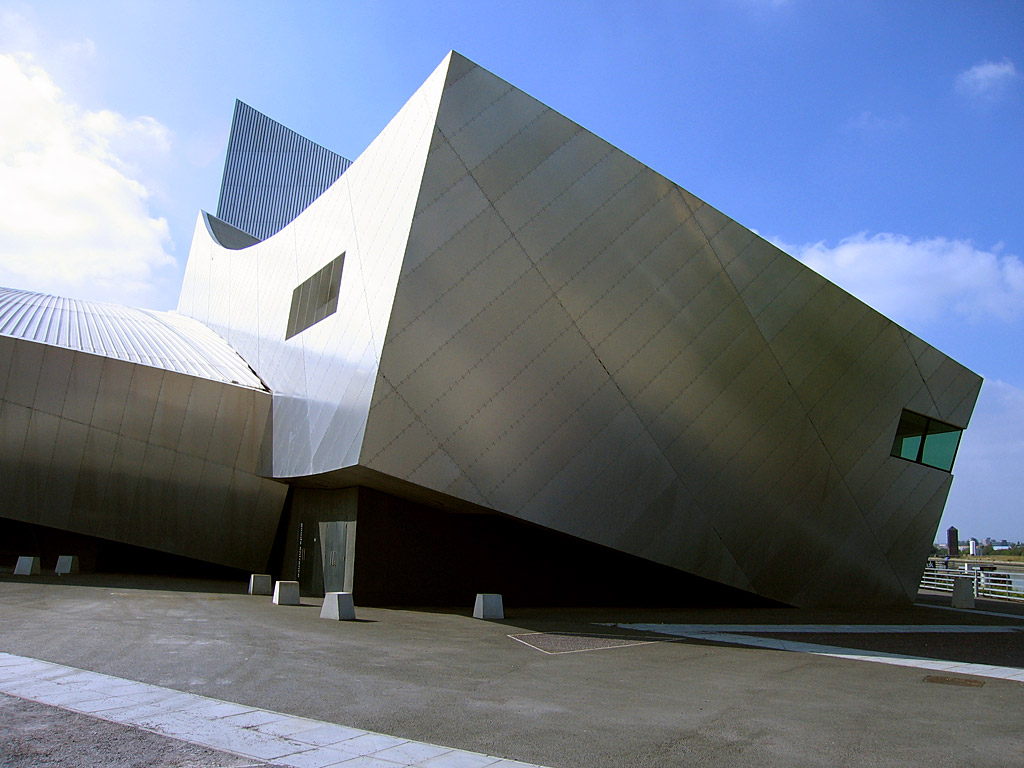
丹尼爾·李伯斯金的曼徹斯特帝國戰爭博物館是由三個互相交錯的彎曲方塊所組成。

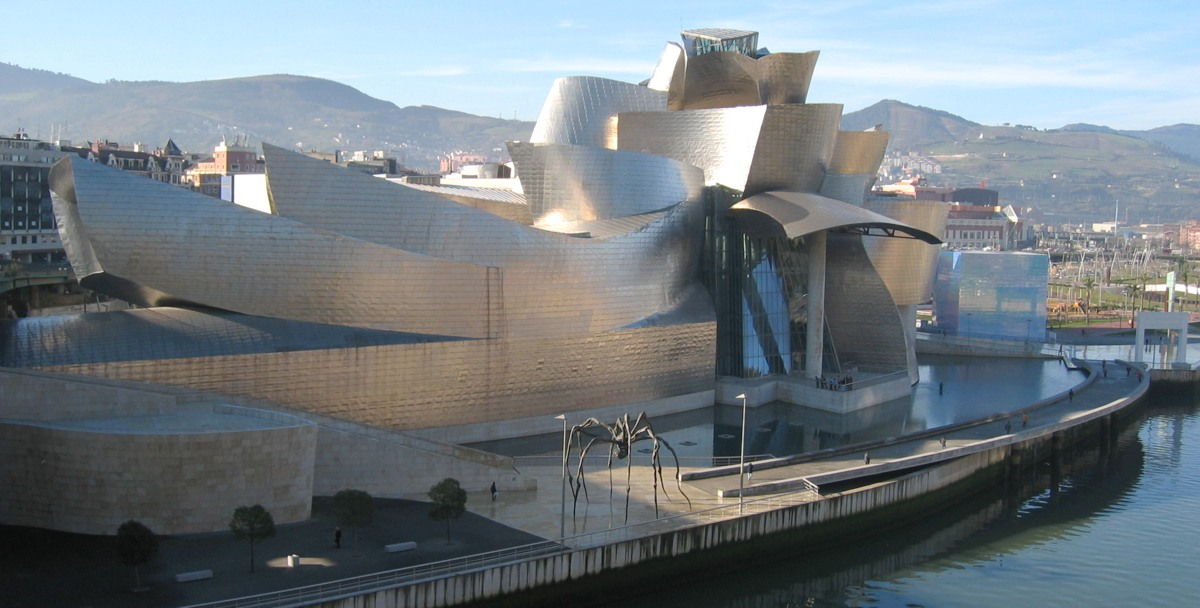
弗兰克·盖里的毕尔巴鄂古根海姆美术馆

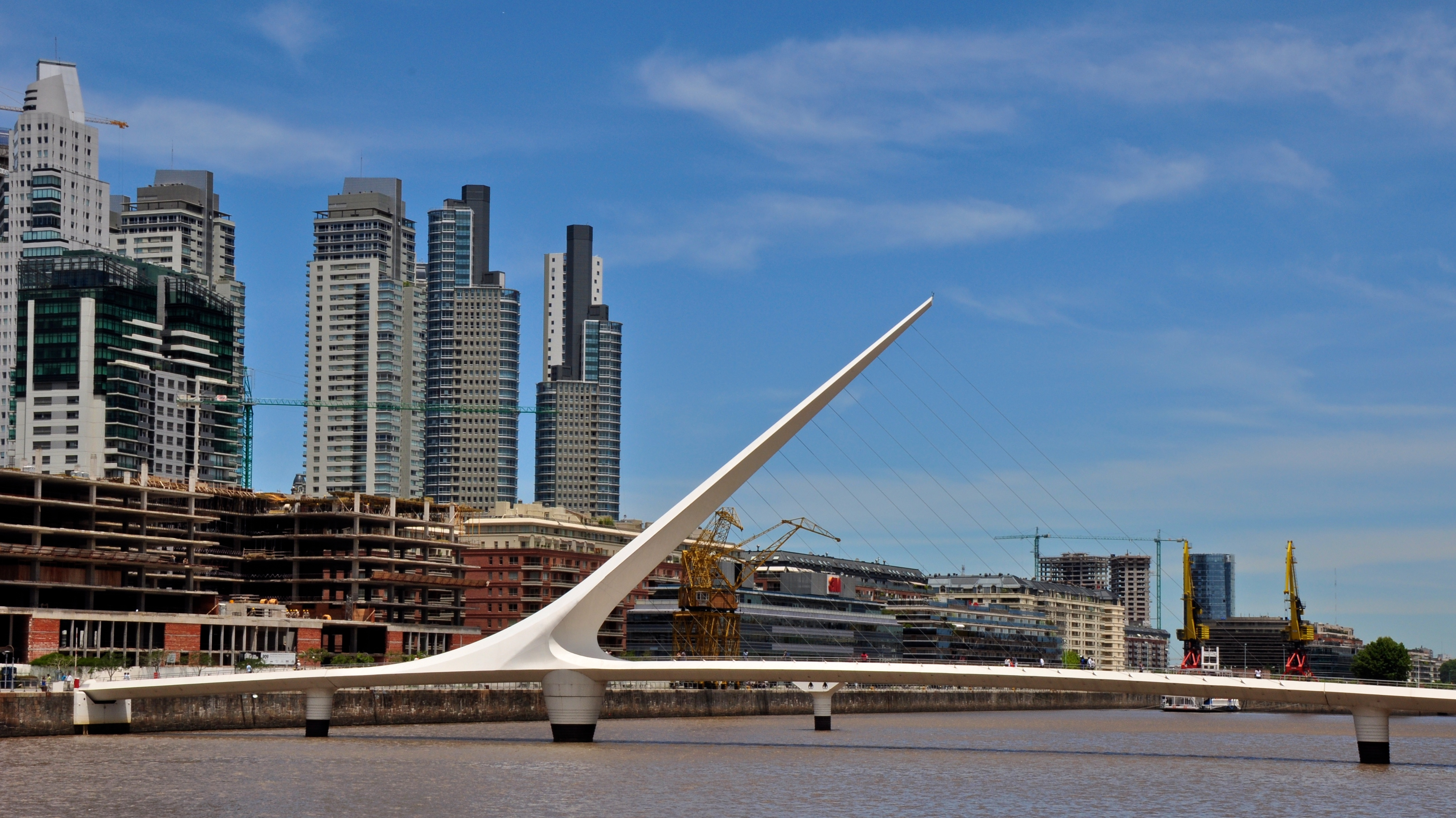
圣地亚哥·卡拉特拉瓦的女人桥

解構主義建築（英語：Deconstructivism）是一个从1980年代晚期開始的後現代建築思潮。特点是对建筑整体的破碎化、解体化，通过外观的处理，运用非線性或非歐幾里得幾何的設計，来形成建筑元素之间关系的變形與移位，譬如楼层和墙壁，或者结构和外廓。大廈完成後的視覺外觀產生的各种解構「樣式」以刺激性的不可预测性和可控的混乱为特征。
一些解構主義的建築師受到法國哲學家德希達的文字和他解構想法的影響。雖然這個影響的程度仍然受到懷疑，而其他人則被重申的俄國構成主義運動中的幾何學不平衡想法所影響。在解構主義中，也有參考其它20世紀的運動，譬如現代主義/後現代主義互相作用，表現主義、立體派、簡約主義及當代藝術。解構主義的全面嘗試，就是讓建築學遠離那些實習者所看見的現代主義的束緊規範，譬如「形式跟隨功能」、「形式的純度」、「材料的真我」和「結構的表達」。
在解構主義運動的歷史上的重要事件包括了1982年维莱特公园的建築設計比賽（特別德希達和彼得·艾森曼的作品 並且柏納德·楚米的得獎作品），1988年現代藝術博物館在紐約的解構主義建築展覽，由菲利普·約翰遜和馬克·威格利組織，還有1989年初位於俄亥俄州哥倫布市由彼得·艾森曼設計的衛克斯那藝術中心。

## 歷史，內容與影響

### 現代主義與後現代主義

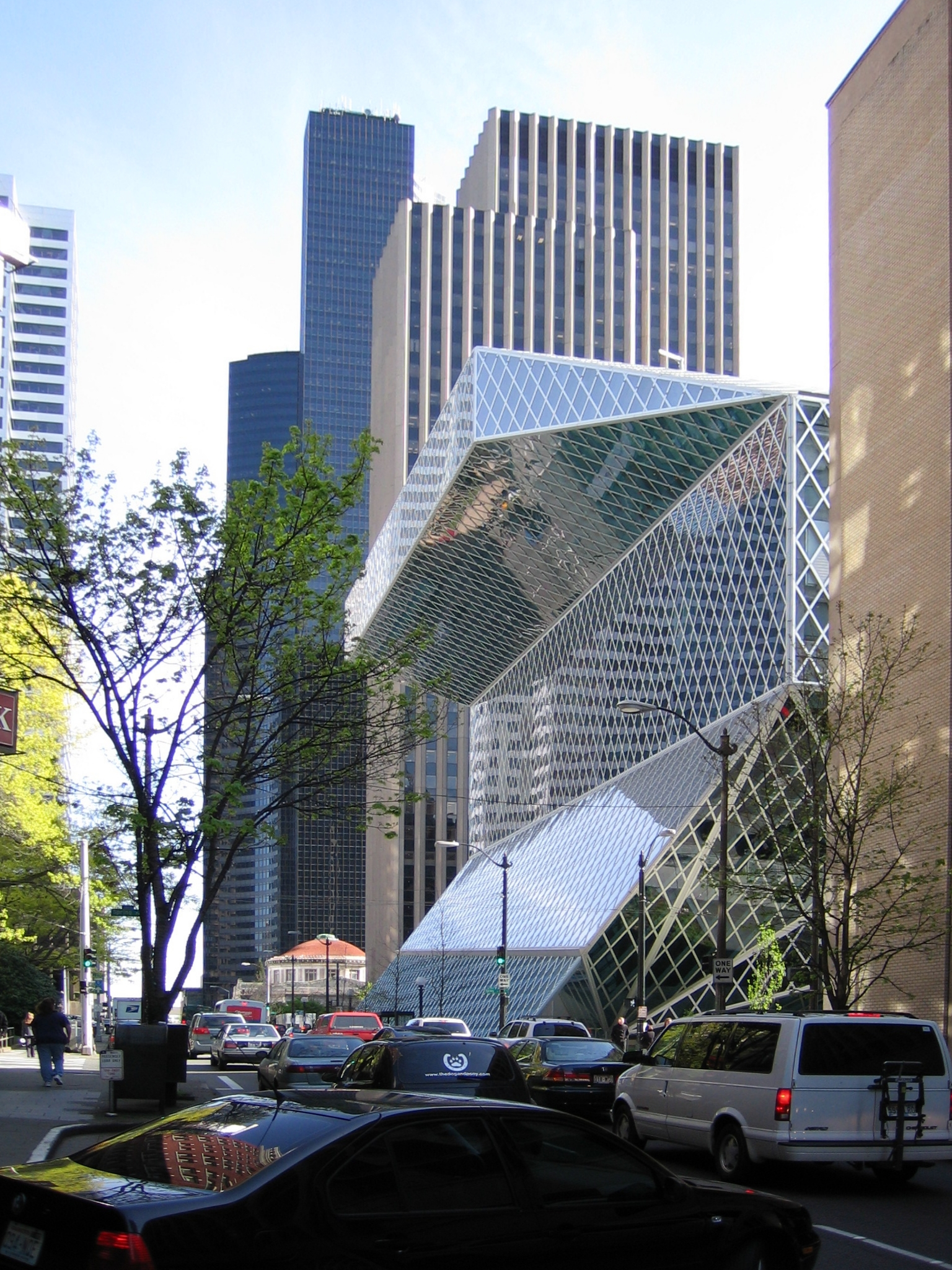
荷蘭大都會建築事務所與雷姆·庫哈斯的西雅圖中央圖書館

當代建築學中的解構主義是與現代主義的合理性剛好對立。它與後現代主義的關係是斷然並且是相反。雖然後現代主義者和未成熟的解構主義建築師沿著雙方在《對立期刊》（1973–84出版）中出版了一些理論，那本期刊的內容卻標記著兩個運動之間一個決裂的開始。對於建築學和建築歷史，解構採取了對抗的姿態，想要脫離和拆解建築學。當後現代主義返回接受了現代主義所避開的歷史誘捕，解構主義拒絕了後現代採納的折衷性的歷史參考和裝飾品。這種拒絕順從著許多現代作品的反歷史主義，並且它是作為新運動定義的一部份。
再者《對立期刊》關於解構主義建築從現代主義及後現代主義分離出來的其他文章就是1966年罗伯特·文丘里（Robert Venturi）所出版的《建築學的複雜性與矛盾》。後現代主義和解構主義建築的要點是複雜性與矛盾，这正與現代的純潔和簡潔相矛盾。自從文章出版以後，功能主義建築和理性主義建築，這兩個現代主義建築的分支正受到後現代主義和解構主義建築的範例所顛覆。後現代主義把文丘里的文章解讀為，裝飾品和歷史暗示能夠使建築更豐富，這是現代主義所放棄。後現代主義建築師甚至在經濟和細小的建築上都傾力重新利用裝飾品，羅伯·范裘力的「裝飾的小屋」概念所恰當地描述的用功地方。設計的理性主義逐漸消失但建築物的功能主義卻某個程度保持不變。這與范裘力的另一個偉大的著作，所說的十分接近，當中認為符號和裝飾品可以應用到實用建築身上，並且逐漸灌輸符號學的哲學複雜性

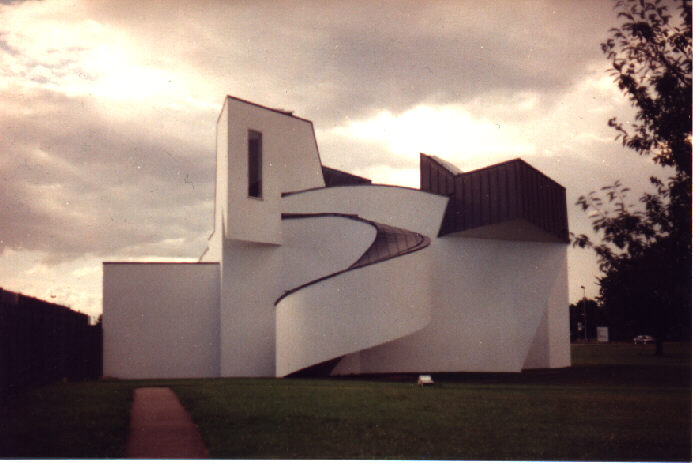
由弗兰克·盖里所設計的维特拉家具公司家具博物馆

解構主義者對《建築學的複雜性與矛盾》的解讀相當不同。基本的大廈在解構主義是充滿問題和複雜的主題，沒有為裝飾分離。像後現代主義者范裘力不把裝飾品和功能分離，大廈的功能方面表示了疑問。幾何對解構主義者正如裝飾品對後現代主義者，都是複雜化的主題，並且反過來是幾何的複雜化。這也適用於解構主義大廈的功能、結構和空間方面。解構主義建築中的複雜一個例子，就是法蘭克·蓋瑞在德國莱茵河畔魏尔的威察設計博物館，一個現代主義藝術畫廊採取了典型和樸實的白色立方體並且使用了立體派的幾何回憶和抽象表現主義來解構它。當採取現代主義時，特別是那些國際樣式，它的白色灰泥皮膚是回憶作為一個起點，這推翻了現代派樸素的功能方面。《建築學的複雜性與矛盾》的另一個解讀的例子，就是彼得·艾森曼的衛克斯那藝術中心。他採取城堡作為原始模型，然後灌輸一系列的切割的複雜性和破碎。三維柵格有些任意地通過大廈奔跑。作為在現代主義的參考配件，柵格與城堡的中世紀互相碰撞。一些柵格故意地不到達地面，在樓梯盤旋創造神經過敏的心神不安感覺與柱體的結構目的互相衝突。衛克斯那藝術中心解構了城堡的原型和以衝突和區別的方式交回它的空間和結構。

### 解構主義哲學
對於建築理論，解構主義哲學的主要渠道是通過哲學家雅克·德希達與彼得·艾森曼的影響力。艾森曼從解構文藝運動和根據Chora L Works記載的在维莱特公园競選項目與德希達的合作中悟出了一套哲學。德希達、艾森曼和丹尼爾·李伯斯金都關心在場形上學。這也成了建築理論解構主義哲學的主要課題。「此在」與「不此在」的辯證或者「實在」與「空虛」都常見於艾森曼的建築項目。德希達和艾森曼都相信所在地就是建築，而「此在」與「不此在」的辯證則存在於建構與解構之中。
根據德希達的说法，當处理经典叙述結構时，最好进行文本解讀。任何建築的解構「deconstruction」都需要某類原型建構「construction」的存在。這是對靈活變奏而強烈地建立的一種恆常期望。弗蘭克·蓋里自己的聖塔莫尼卡居所的設計被譽為標準主題的原型變化。最初只是普通居所，後來蓋里所改動了重量、空間的運用及借用一些惡搞的元素。這就成了解構主義建築的例子。
再者，關於德希達對在場形上學和解構的概念，他的蹤影和抹除的概念暗藏在他哲學的文章中。李伯斯金曾構想了許多他早期的項目作為文字或演講的形式並且經常與具體詩歌的形式打交道。他從書本構思建築雕塑，常常把文字佈滿模型的表面，讓他的建築成了他的寫作。李伯斯金在文章中及柏林猶太博物館的項目中採用了蹤影和抹除的概念。這間博物館被設想為浩劫的痕跡和淡出，意欲讓它的主題容易理解和充滿傷感。譬如，林瓔的越南退伍軍人紀念碑、艾森曼的歐洲被害猶太人紀念碑也反映了蹤影和抹除的主題。

### 建構主義建築與俄羅斯未來主義
其他大型的建築都是從20世紀初期俄羅斯的建構主義與未來主義運動中得到啟發。
賈柏（Naum Gabo）、利西斯基、马列维奇、亞歷山大·羅欽可，這些藝術家影響了建構主義者如扎哈·哈迪德和藍天公司（Coop Himmelb(l)au）對幾何形式的構圖觀感。解構主義和建構主義都是關於抽象混集的構造。
建構主義建築都是以長方形與三角楔形為主要構圖，配以其他正方形與圓形。利西斯基在他的「Prouns」系列中在自由空間內從不同角度來組合幾何圖形。它們喚醒了建築師對基本結構單元的觸覺。他們利用技術製圖或者工程製圖來把這些基本結構單元勾劃出來。同樣的製作方式也在解構主義建築中出現，譬如李伯斯金的「Micromegas」。
俄羅斯構成主義建築大師奧尼多夫（Ivan Leonidov）、康斯坦丁·梅尼可夫（Konstantin Melnikov）、亞歷山大·維斯寧（Alexander Vesnin）、塔特林的原始結構主義對解構主義建築師有很大的衝擊，特別是十分著名的雷姆·庫哈斯。他們的作品看似具體化的建構過程。他們像把建築工地、棚架、起重機的臨時性與過渡性的外貌敲定成定稿。在「雲吊架」（Wolkenbügel）中，利西斯基把起重機連結起來，變成可以居住的地方，就像庫哈斯為中國中央電視台所設計的總部大樓。

### 當代藝術
當代藝術的兩個流派立體派和簡約主義都對解構主義建築有所影響。分析立體派對解構主義建築有實在的影響，因為無論形式和內涵都同時從不同角度觀察和剖析。分離空間的同時性在很多法蘭克·蓋瑞的作品中出現。綜合立體派對解構主義建築的影響不如分析立體派，但仍然能夠從法蘭克·蓋瑞的早期作品中找到有關的應用。解構主義建築與簡約主義都有脫離文化指涉的部分及概念藝術的符號。

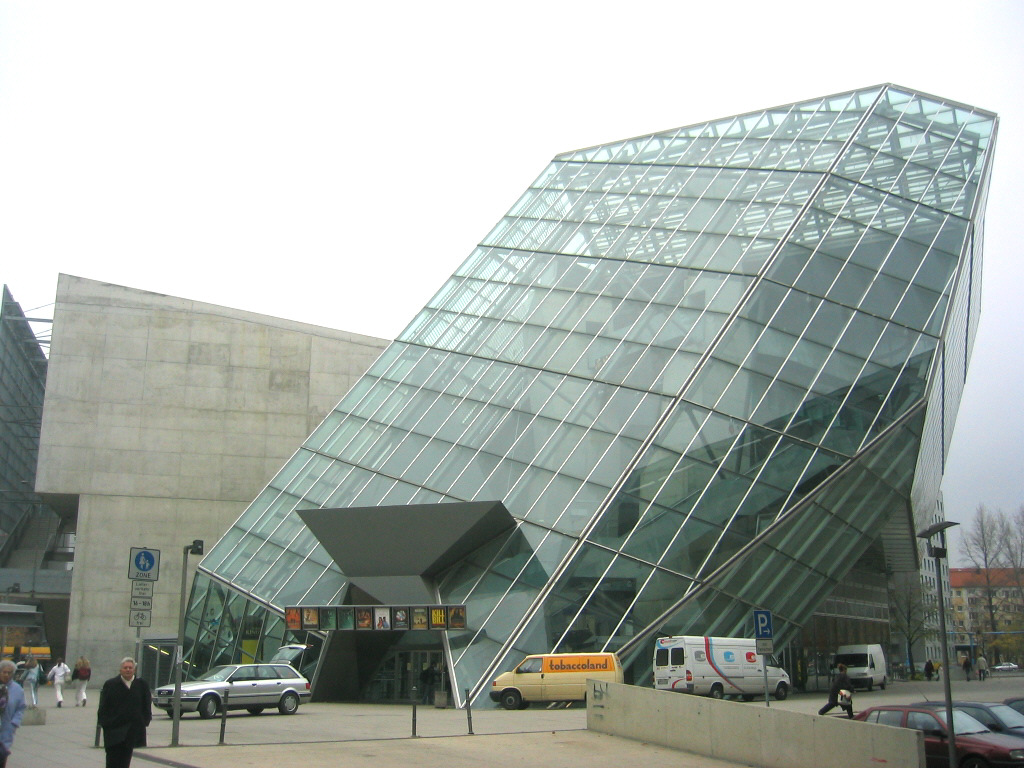
位於德勒斯登的UFA-Palast由藍天公司設計

隨著越來越傾向變形及錯置，表現主義及表現派建築與解構主義建築發生某些聯繫。當時解構主義建築影射某些表現主義的分支，如新表現主義及抽象表現派。位於德國德勒斯登的UFA電影中心，呈尖角外型，由奧地利先鋒派藍天公司所設計，喚起克蘭茵畫中的抽象幾何。UFA電影中心外型仿如德國畫家基爾希納所描繪的德國城市街景。瓦西里·康定斯基的作品也帶有解構主義建築的風格。他的抽象表現派運動與解構主義建築拒絕為幾何作裝飾的精神相同。

### 1988年現代藝術博物館展覽

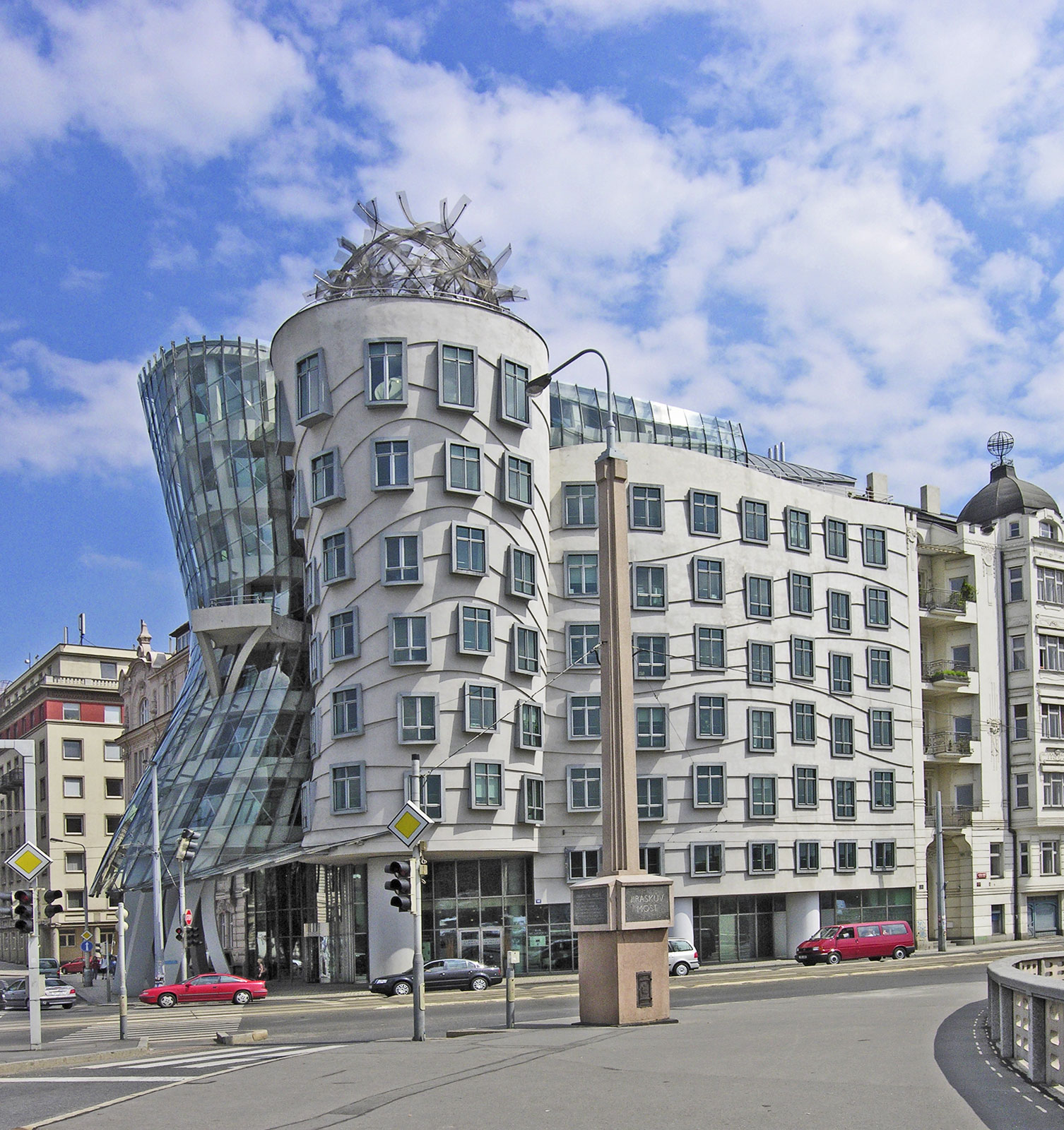
由Vlado Milunić及法蘭克·蓋瑞設計建於布拉格的舞蹈大樓

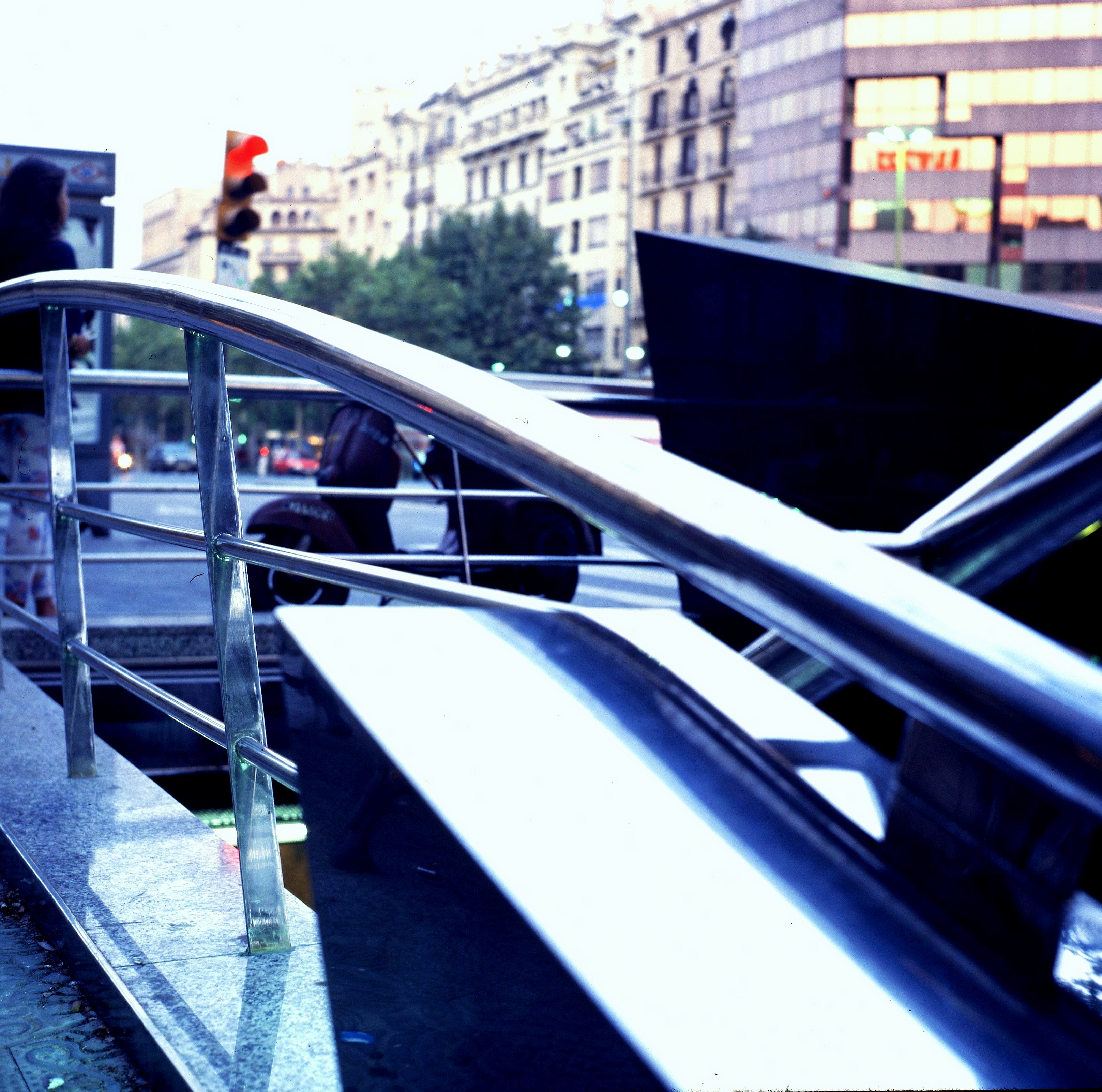
Paseo de Gracia站（1991-2014）巴塞罗那，Daniel Navas和NeusSolé

馬克·維格（Mark Wigley）與菲力普·強生促成了1988年現代藝術博物館展覽——「解構主義者的建築」。這使整個運動具體化，為其主要的參與者帶來名譽與惡名。參與展覽的建築師有彼得·艾森曼、法蘭克·蓋瑞、薩哈·哈帝、藍天公司、荷蘭建築大師雷姆·庫哈斯（Rem Koolhaas）、丹尼爾·李伯斯金和伯纳德·屈米（Bernard Tschumi）。當公眾人士只著眼眾多建築師作品的不同之處，維格寫了一份相關的文章嘗試展示他們作品的相同之處。
這個展覽計劃從擾亂了純粹形式的美夢中標誌者一個不同的感官性。

這些建築計劃之所以被稱為解構就是它有能力干擾了我們對形式的思考模式。
各位建築師匯聚於此，為現代建築發掘潛能，創造一個個充滿跳躍色彩的作品。

 — 菲利浦·约翰逊和馬克·維格， 解構主義者的建築的摘要

### 電腦輔助設計

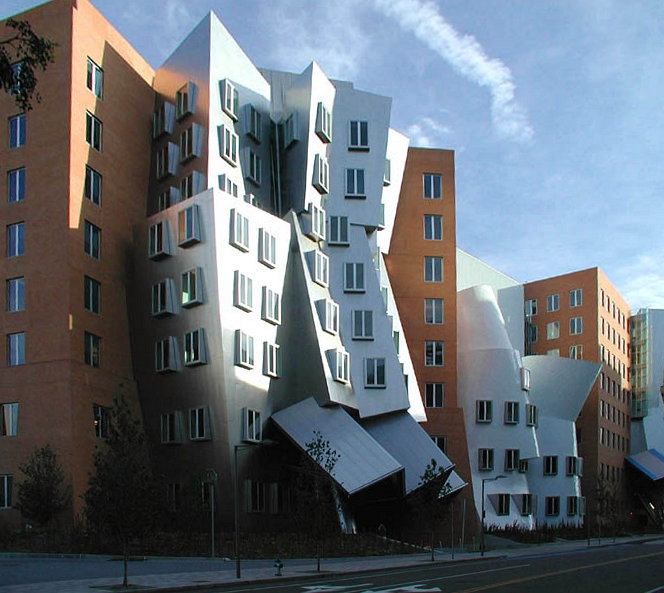
麻省理工的史塔特科技中心於2004年3月16日投入服務

現在電腦輔助設計在很多方面成了當代建築的重要工具，但對於解構主義來說，使用電腦更恰當。立體模型及動畫協助了設計師構想非常複雜的空間。當把電腦輔助生產連接到電腦模型時，便能夠驅使以可負擔的成本來大量製造很多只有微小差別的元件。回顧眾多早期解構主義建築作品中，像薩哈·哈帝的手稿，有很多表現出得到電腦的輔助而實際上卻不是，而弗蘭克·蓋里因為製作很多模型猶如電腦模型一般而受到矚目。

## 業界的批判
自從弗蘭姆普敦（Kenneth Frampton）的《現代建築史-批判的歷史》在1980年出版，建築業界意識到建築理論中批判的角色。當把德希達思想當作哲學參考，解構主義建築也可以被視為與後現代主義及批判性地域主義相比的批判理論基礎。批判理論中的兩個範疇－緊急性與分析都常見於解構主義建築。它有個傾向在解構主義建築中重新審視與批評其他或者前人的作品，並且預先設定審美問題，衛克斯那藝術中心就是一個例子。可是批判理論是以對資本主義的批判為核心，眾多解構建築師的作品在這方面卻令人失望，因為它們被認為是為精英而興建的昂貴建築物。
衛克斯那藝術中心帶來了有生命力的建築課題，譬如功能與繼承來突顯尋求一種有分析有批判性的建築對話的逼切性。在批判性地域主義中的批判與解構主義中的批判的分別，在於當調解現代主義建築中的地區差別，在這個時候要維持清晰分析，批判性地域主義能夠減少複雜程度。批判性地域主義顯示缺乏自我批判並充滿理想主義。解構主義偏偏卻能夠保持一定程度的自我批判和外來批判，維持一定的複雜性。

### 建築師
- 彼得·艾森曼
- 丹尼爾·李伯斯金
- 法蘭克·蓋瑞
- 德國有機建築導師本尼許（Günther Behnisch）

### 思想與建築風格
- 解構主義
- 結構主義建築
- 結構主義
- 未來主義
- 後現代主義

## 延伸閱讀
- 楊裕富  2002 《後現代設計藝術》，田園城市
- 夏基松 1985 《現代西方哲學教程》，人民
- 劉其偉 1999 《近代建築藝術源流》，六合
- Jeff Collins、Bill Mayblin著 安原良譯 1998 《德希達 DERRIDA》，立緒
- 林建業 1994 《容－複雜而不矛盾建築論述》，馨圓
- Kenneth Frampton著 蔡毓芬譯 1999 《現代建築史》，地景
- 歐崇敬 1999 《從結構主義到解構主義》，揚智
- 王振源、孫全文 1987《結構主義與集體形式》，明文
- 孫全文 1998/3 ＜Herzberger與結構主義建築觀＞《建築師》
- Seidl, Ernst: Zerstörungsphänomene in der Baukunst: Atektonik statt Dekonstruktion, in: Aufbauen - Zerstören: Phänomene und Prozesse der Kunst (hg. v. B. Paust], Oberhausen: Athena-Verlag, 2007, ISBN 978-3-89896-275-9, S. 57-68.
- Libeskind, Daniel u.a. hrsg. von Stefanie Carp: Alles Kunst? Wie arbeitet der Mensch im neuen Jahrtausend, und was tut er in der übrigen Zeit? Reinbek bei Hamburg: Rowohlt 2001.
- Eisenman, Peter: Aura und Exzeß. Zur Überwindung der Metaphysik in der Architektur. Wien: Passagen 1995.
- Wigley, Mark: Architektur und Dekonstruktion. Derridas Phantom. Basel: Birkhäuser 1994.
- Müller, Alois M. (Hrsg.): Daniel Libeskind. Radix – Matrix. Architekturen und Schriften. München: Prestel 1994.
- Papadakis, Andreas C.: Dekonstruktivismus – eine Anthologie. Stuttgart: Klett-Cotta 1989.
- Johnson, Philip; Wigley Mark: Dekonstruktivistische Architektur. Stuttgart: Hatje 1988.

## 外部連結
- （繁體中文）雲林科技大學空間所專題研討一 後現代主義之解構主義 （页面存档备份，存于）
- （英文）Say himmelblau. - Coop Himmelb(l)au （页面存档备份，存于）
- （英文）Eisenman's Site （页面存档备份，存于）
- （英文）扎哈·哈迪德
- （英文）Charles Jencks Website
- （英文）Office for Metropolitan Architecture, Rem Koolhaas'firm （页面存档备份，存于）
- （英文）Libeskind Website
- （德文）Wiener Postmoderne